# Peptococcaceae
Peptococcaceae es una familia de bacterias perteneciente al orden Clostridiales. Por lo general son bacilos (a veces curvados), anaerobios estrictos, móviles y formadores de esporas. Habitan en el suelo, subsuelo, agua y fuentes termales, pues varios son termófilos. Muchas especies son reductoras de hierro III y otras son reductoras de sulfato (produciendo Fe II o H2S respectivamente).
El género Peptococcus tiene características diferentes, pues son cocos, forman parte de la flora intestinal y pueden ser comensales o patógenos relacionados con diversas infecciones.
Algunos son extremófilos, habitando en lo profundo del subsuelo a casi 3 km de la superficie terrestre, como Desulforudis y Desulfotomaculum, dependiendo únicamente de compuestos inorgánicos para su subsistencia.